# Olga Grau
Olga Ida Magdalena Grau Duhart (Santiago, 21 de septiembre de 1945) es una escritora, profesora y filósofa contemporánea chilena, especialista en temáticas de género, sexualidad, filosofía, educación y literatura. Fue pareja del también filósofo Pablo Oyarzún Robles con quien compartió varias publicaciones. 

## Biografía

### Carrera académica
Posee un Diplomado en el Programa para niños de Montclair State College, EE.UU y un Doctorado en Literatura con mención en Literatura Chilena e Hispana de la Universidad de Chile.
En 1993 se adjudica un proyecto Fondecyt titulado «Discurso, Género y Poder: Un Análisis de Discursos Públicos Oficiales en Chile (1978-1993)» y otro en 1995 denominado «El Relato Mítico de la Quintrala en el Imaginario Cultural».
En 1999 fue galardonada por el Consejo del Libro en la categoría «ensayo inédito» por su texto «Catalina, Catrala, Quintrala. Tres nombres y una persona no más».
En el año 2010 gana nuevamente un proyecto Fondecyt llamado: «Filosofía, Literatura y Género: La Escritura de Simone de Beauvoir».
Ejerce como docente titular en la Facultad de Filosofía y Humanidades y en el Centro de Estudios de Género y Cultura de América Latina (CEGECAL) de la Universidad de Chile . Es coordinadora del programa de Filosofía para niños y directora de la Comunidad de Indagación en Filosofía e Infancia en Chile (CIFICH).

## Controversias
En diciembre de 2022 se le acusó públicamente por haber guiado una tesis sobre pedofilia, que había sido presentada en 2016. A raíz de este caso, el Gobierno, a través de la subsecretaria de la niñez Yolanda Pizarro, condenó la naturalización o legitimación de la pedofilia y afirmó que “desde donde se está parando el tesista claramente hay una vulneración de derechos de los niños, niñas y adolescentes”. La Universidad de Chile instruyó una investigación sumaria para determinar presuntas responsabilidades.

## Publicaciones
Ha escrito libros, ensayos y ponencias sobre temas de género, sexualidad, filosofía, infancia, educación y literatura.

### Libros
- Cosas y palabras: manual de filosofía para educadores de párvulos (1995)[12][13] (Reeditado como Filosofía para la infancia)
- Filosofía para la infancia: relatos y desarrollo de actividades (2006)[14]
- Ser y convivir: propuesta pedagógica para el desarrollo personal y la convivencia social de niños y niñas (2000)[15]

### Ensayos
- La Ambigua Escritura de Simone de Beauvoir (2013)[16]
- La Escritura de Simone de Beauvoir como Proyecto Global (2014)[17]
- La violencia de un olvido (2014)[18]

## Reconocimientos
- Premio Mejores Obras Literarias Categoría Ensayo Inédito 2006 del Consejo Nacional del Libro y la Lectura[3]
- Premio Mejores Obras Literarias Categoría Ensayo Inédito 1999 del Consejo Nacional del Libro y la Lectura[19]
- Distinción Mujeres Siglo XXI, Universidad de Chile 2005[3]
- Condecoración al Mérito Amanda Labarca 2012[20]